# Královský dům (Košice)
Královský dům byl nejvýznamnější světskou (a tedy nikoliv církevní) stavbou v středověkých Košicích. Byl majetkem uherských králů jako jejich rezidence. Sloužil pro správu královských majetků a na řízení správy severovýchodního teritoria Uherského království, označovaného Predtisie, protože tvořilo region severně od horního toku řeky Tisy nebo Partes Superioris, Oberland-Horní Uhersko.

## Arpádovský královský dům
Předpokládá se, že Královský dům stál na území Košic již koncem 12. století. Po vzniku kolonizačních Košic s pevnou uliční sítí se dostal dům do jižního sousedství Dolní brány, nebyl však součástí košického městského opevnění. Králové dům využívali na přechodné ubytování (1290-Ondřej III., 1312-Karel I. Robert), vybírání daní a správu majetků. Pro tento účel zde byla ustanovena v průběhu 13. století finanční instituce -Královská komora, která je písemně doložena od roku 1297. Vedle komory fungovala i mincovna, její existenci právě v královském domě, a tedy mimo hradeb města, se nepodařilo prokázat.

## Lucemburský královský dům
V době vrcholně středověké konjunktury Košic za krále Zikmunda Lucemburského byl vystavěn i nový reprezentační Královský dům na Hlavní ulici v sousedství radnice. Jeho výstavba se datuje do let 1380–1392. Zikmund nechal Košice obklíčit novou hradbou městského opevnění. Při této příležitosti vydal v roce 1392 rozkaz starý arpádovský královský dům, který stál v cestě nových hradeb, zbourat a jeho materiál využít k opevňovacím pracím. Podoba prvního ani druhého košického královského domu není známa.

## Královský dům v novověku
V roce 1563 byl v Košicích ustanoven Hornouherský hlavní kapitanát s místodržitelskou funkcí pro teritorium Horních Uher. Jeho sídlem se stal Královský dům, který kapitáni nazývali jako proviantní dům.
V letech 1604–1606, 1619–1926, 1644–1648 byly Košice součástí Sedmihradska. V tomto období byl Královský dům sídlem sedmihradských knížat a začal se nazývat Knížecí domem. V roce 1619 vojáci Gabriela Bethlena umučili v zadním traktu domu košické svaté mučedníky. Bethlen hostil v domě mnoho vyslanců a nechal ho přebudovat v renesančním stylu. V roce 1626 se zde konala okázalá svatba knížete s princeznou Kateřinou Braniborskou.
V roce 1654 daroval Leopold I. Habsburský dům jezuitům, který ho jistý čas i využívali. V roce 1657 byla založena v sousedním objektu Košická univerzita, která se stala součástí širšího jezuitského komplexu. Pro něj se plánovala výstavba nového kostela na místě nedostatečného Královského domu. V roce 1671 byl proto zbourán a na jeho místě vystavěn raně barokní Jezuitský kostel (také Univerzitní, dnes Premonstrátský kostel).